# Civilização huasteca

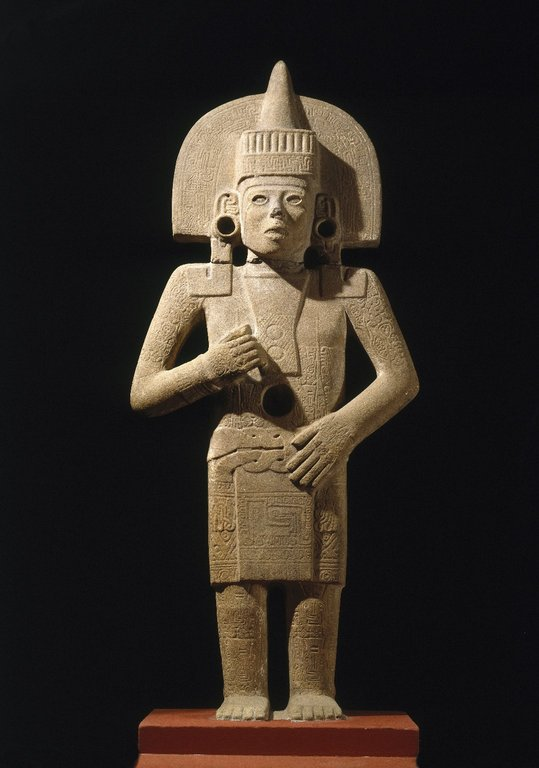
Figura pós-clássica de vida e morte no Museu do Brooklyn

A civilização huasteca (às vezes grafada Huaxtec ou Wastek) foi uma civilização pré-colombiana da Mesoamérica, ocupando um território na costa do Golfo do México que incluía a porção norte do estado de Veracruz, e regiões vizinhas dos estados de Hidalgo, Querétaro, San Luis Potosí e Tamaulipas. O povo huasteca é uma antiga ramificação dos povos maias que migraram para o norte.
Os vestígios sobreviventes da civilização huasteca incluem vários grandes sítios arqueológicos, um templo bem preservado e uma grande quantidade de esculturas em pedra. No final do período pós-clássico (c. 1200-1521 DC), os huastecas desenvolveram a metalurgia e estavam produzindo ligas de cobre. O Império Asteca conquistou a região Huasteca por volta do século XV e provavelmente exigiu o pagamento de tributos.

## Cultura

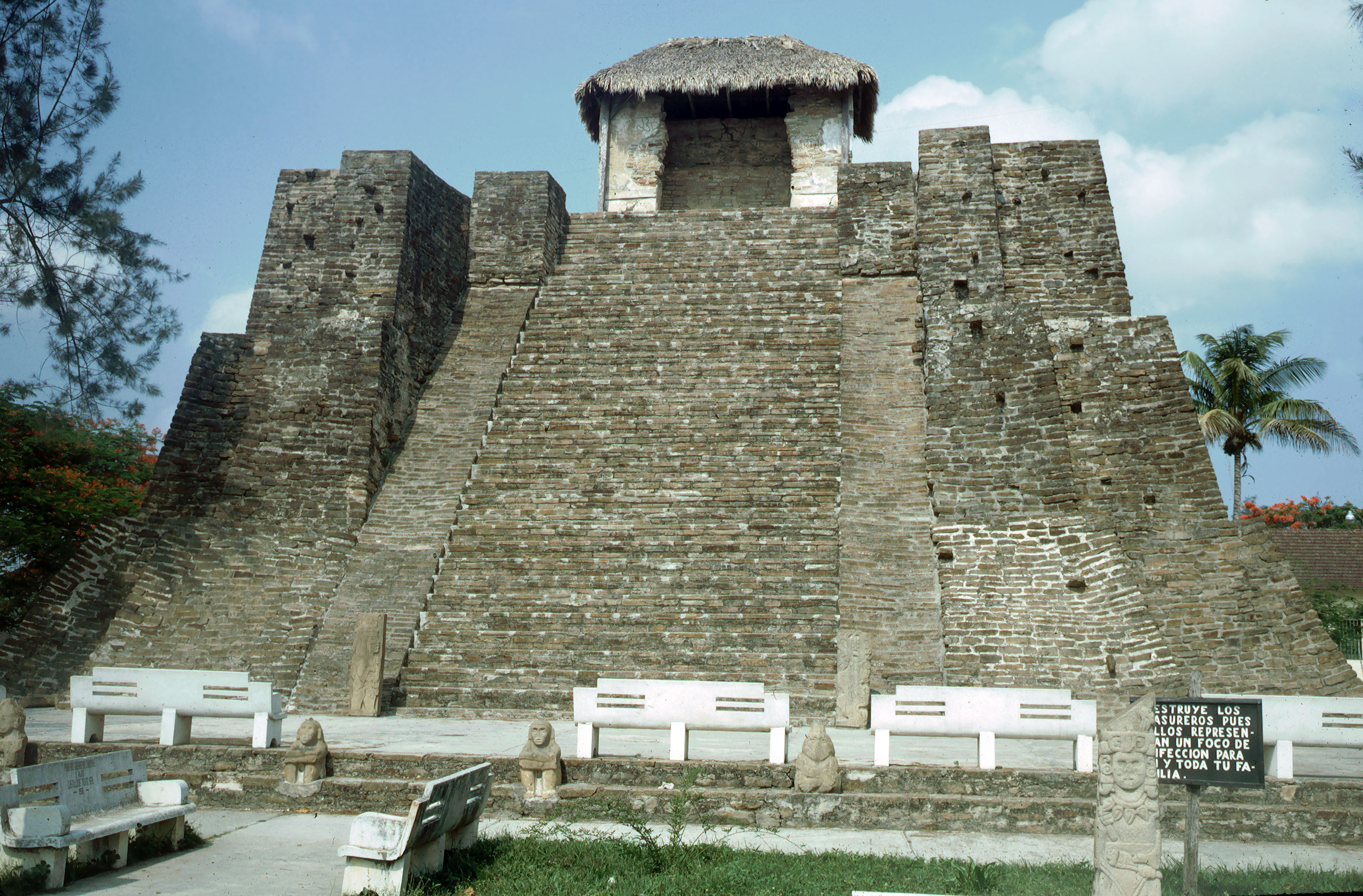
Templo em Castillo de Teayo

A civilização Huasteca é pouco estudada, embora exista um grande corpo de esculturas em pedra, e um templo pós-clássico tardio bem preservado em Castillo de Teayo. No Pós-clássico Superior, a região huasteca era um centro de metalurgia que incluía a produção de ligas de cobre. A região huasteca foi conquistada pelos astecas, provavelmente no século XV, e é provável que os huastecas tenham pago tributos ao Império Asteca.
Sítios arqueológicos huastecas notáveis incluem Vista Hermosa, com 120 montículos de plataforma, Platanito com 150 montes de plataforma, e Tamtok, um grande sítio pós-clássico tardio. Os Huastecas não eram politicamente unificados e estavam organizados em diversas cidades-estado concorrentes.

## Origens

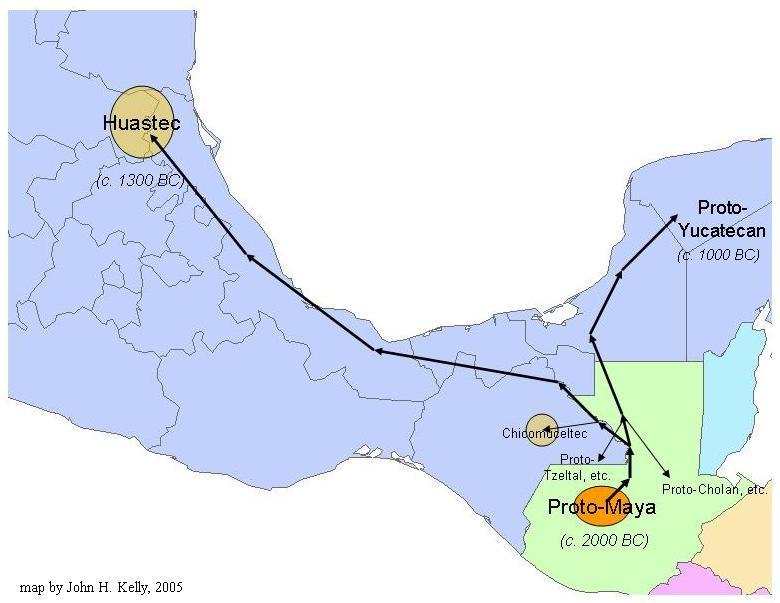
Possível rota de migração dos huastecas e outros grupos maias.

Os Huastecas são uma ramificação isolada dos maias. Embora a língua huasteca seja uma língua maia, a civilização huasteca não é considerada parte da civilização maia. Eles não empregaram o sistema de escrita maia, e não há documentos Huastecas pré-conquista conhecidos. Geralmente, considera-se que os Huastecas se separaram do ramo principal dos maias por volta de 2000 aC, no período pré-clássico, com esta separação inicial explicando as diferenças entre a cultura Huasteca e a cultura maia. Vários estudos argumentaram uma divisão mais recente da corrente dominante maia no pós-clássico, com base em evidências arqueológicas e linguísticas. Neste último caso, propõe-se que os Huastecas migraram da região central maia como resultado do colapso maia clássico (c. 830-950 dC).

## Religião
Os Huastecas enfatizaram a adoração de Ehecatl, o deus mesoamericano do vento. Construíram pirâmides caracteristicamente circulares em sua homenagem, algumas das quais ainda hoje constituem um aspecto distintivo de muitas ruínas Huastecas. Quando os Huastecas foram subjugados pelo Império Asteca, a liderança religiosa asteca reconheceu o status sagrado de Ehecatl na sociedade Huasteca e assim adicionou a divindade do vento ao seu próprio panteão.